# 延展實境
延展實境（Extended reality）簡稱XR，是指結合了實境及虛擬的環境以及人機互動設備，是用電腦技術以及可穿戴型設備所計算，其中的X是表示變數，可以是現在或是未來的空間計算技術。其中可能包括了擴增實境（AR）、混合實境（MR）及虚擬實境（VR）以及在這些之類的區域。目的是將真實世界轉換到「数字映射世界」中，並且可以與其互動 。其虛擬的程度可能從部份的感測器輸入到沈浸式虛擬，都算是虚擬實境。
XR包括了許多不同的技術，從「完全的真實」到「完全的虛擬」，是Paul Milgram定義中的現實-虛擬連續系統。其意義仍然在人類經驗的延展，尤其是有關存在感（由虚擬實境呈現）以及獲得認知（由擴增實境呈現）。隨著人机交互技術的持續進行，這些意義仍在繼續的演進。
XR是快速發展的領域，可以應用在許多的方面，例如環境、行銷、房地產、教育訓練、維修以及遠距工作。